# Gran Premio degli Stati Uniti d'America 1970
Il Gran Premio degli Stati Uniti 1970,  XIII Grand Prix of the United States e dodicesima gara del campionato di Formula 1 del 1970, si è svolto il 4 ottobre sul Circuito di Watkins Glen ed è stato vinto da Emerson Fittipaldi su Lotus-Ford Cosworth, prima vittoria in carriera del pilota brasiliano.

## Qualifiche
| Pos | No | Pilota               | Costruttore        | Squadra                           | Tempo   | Gap   |
| --- | -- | -------------------- | ------------------ | --------------------------------- | ------- | ----- |
| 1   | 3  | Jacky Ickx           | Ferrari            | Scuderia Ferrari SpA SEFAC        | 1:03.07 |       |
| 2   | 1  | Jackie Stewart       | Tyrrell-Ford       | Tyrrell Racing Organisation       | 1:03.62 | +0.55 |
| 3   | 24 | Emerson Fittipaldi   | Lotus-Ford         | Gold Leaf Team Lotus              | 1:03.67 | +0.60 |
| 4   | 19 | Pedro Rodríguez      | BRM                | Yardley Team BRM                  | 1:04.18 | +1.11 |
| 5   | 12 | Chris Amon           | March-Ford         | March Engineering                 | 1:04.23 | +1.16 |
| 6   | 4  | Clay Regazzoni       | Ferrari            | Scuderia Ferrari SpA SEFAC        | 1:04.30 | +1.23 |
| 7   | 20 | Jackie Oliver        | BRM                | Yardley Team BRM                  | 1:04.37 | +1.30 |
| 8   | 17 | John Surtees         | Surtees-Ford       | Team Surtees                      | 1:04.52 | +1.45 |
| 9   | 23 | Reine Wisell         | Lotus-Ford         | Gold Leaf Team Lotus              | 1:04.79 | +1.72 |
| 10  | 14 | Graham Hill          | Lotus-Ford         | Brooke Bond Oxo Racing/Rob Walker | 1:04.81 | +1.74 |
| 11  | 8  | Denny Hulme          | McLaren-Ford       | Bruce McLaren Motor Racing        | 1:04.84 | +1.77 |
| 12  | 7  | Henri Pescarolo      | Matra              | Equipe Matra Elf                  | 1:05.00 | +1.93 |
| 13  | 18 | Derek Bell           | Surtees-Ford       | Team Surtees                      | 1:05.00 | +1.93 |
| 14  | 21 | George Eaton         | BRM                | Yardley Team BRM                  | 1:05.14 | +2.07 |
| 15  | 29 | Ronnie Peterson      | March-Ford         | Colin Crabbe Racing               | 1:05.18 | +2.11 |
| 16  | 15 | Jack Brabham         | Brabham-Ford       | Motor Racing Developments Ltd     | 1:05.29 | +2.22 |
| 17  | 2  | François Cevert      | March-Ford         | Tyrrell Racing Organisation       | 1:05.30 | +2.23 |
| 18  | 6  | Jean-Pierre Beltoise | Matra              | Equipe Matra Elf                  | 1:05.44 | +2.37 |
| 19  | 16 | Rolf Stommelen       | Brabham-Ford       | Auto Motor Und Sport              | 1:05.77 | +2.70 |
| 20  | 30 | Tim Schenken         | De Tomaso-Ford     | Frank Williams Racing Cars        | 1:06.08 | +3.01 |
| 21  | 9  | Peter Gethin         | McLaren-Ford       | Bruce McLaren Motor Racing        | 1:06.12 | +3.05 |
| 22  | 31 | Gus Hutchison        | Brabham-Ford       | Privato                           | 1:06.22 | +3.15 |
| 23  | 11 | Jo Siffert           | March-Ford         | March Engineering                 | 1:06.23 | +3.16 |
| 24  | 27 | Jo Bonnier           | McLaren-Ford       | Ecurie Bonnier                    | 1:06.46 | +3.39 |
| DNQ | 32 | Peter Westbury       | BRM                | Yardley Team BRM                  | 1:07.20 | +4.13 |
| DNQ | 28 | Pete Lovely          | Lotus-Ford         | Pete Lovely Volkswagen Inc        | 1:07.45 | +4.38 |
| DNQ | 10 | Andrea De Adamich    | McLaren-Alfa Romeo | Bruce McLaren Motor Racing        | 1:12.24 | +9.17 |

## Gara
| Pos | No | Pilota               | Costruttore    | Giri | Tempo/ritiro       | Pos. Griglia | Punti |
| --- | -- | -------------------- | -------------- | ---- | ------------------ | ------------ | ----- |
| 1   | 24 | Emerson Fittipaldi   | Lotus-Ford     | 108  | 1:57:32.79         | 3            | 9     |
| 2   | 19 | Pedro Rodríguez      | BRM            | 108  | + 36.39            | 4            | 6     |
| 3   | 23 | Reine Wisell         | Lotus-Ford     | 108  | + 45.17            | 9            | 4     |
| 4   | 3  | Jacky Ickx           | Ferrari        | 107  | + 1 Giro           | 1            | 3     |
| 5   | 12 | Chris Amon           | March-Ford     | 107  | + 1 Giro           | 5            | 2     |
| 6   | 18 | Derek Bell           | Surtees-Ford   | 107  | + 1 Giro           | 13           | 1     |
| 7   | 8  | Denny Hulme          | McLaren-Ford   | 106  | + 2 Giri           | 11           |       |
| 8   | 7  | Henri Pescarolo      | Matra          | 105  | + 3 Giri           | 12           |       |
| 9   | 11 | Jo Siffert           | March-Ford     | 105  | + 3 Giri           | 23           |       |
| 10  | 15 | Jack Brabham         | Brabham-Ford   | 105  | + 3 Giri           | 16           |       |
| 11  | 29 | Ronnie Peterson      | March-Ford     | 104  | + 4 Giri           | 15           |       |
| 12  | 16 | Rolf Stommelen       | Brabham-Ford   | 104  | + 4 Giri           | 19           |       |
| 13  | 4  | Clay Regazzoni       | Ferrari        | 101  | + 7 Giri           | 6            |       |
| 14  | 9  | Peter Gethin         | McLaren-Ford   | 100  | + 8 Giri           | 21           |       |
| Ret | 1  | Jackie Stewart       | Tyrrell-Ford   | 82   | Perdita d'olio     | 2            |       |
| Ret | 14 | Graham Hill          | Lotus-Ford     | 72   | Frizione           | 10           |       |
| Ret | 2  | François Cevert      | March-Ford     | 62   | Ruota              | 17           |       |
| Ret | 30 | Tim Schenken         | De Tomaso-Ford | 61   | Sospensione        | 20           |       |
| Ret | 27 | Jo Bonnier           | McLaren-Ford   | 50   | Pompa dell'acqua   | 24           |       |
| Ret | 6  | Jean-Pierre Beltoise | Matra          | 27   | Tenuta di strada   | 18           |       |
| Ret | 31 | Gus Hutchison        | Brabham-Ford   | 21   | Perdita di benzina | 22           |       |
| Ret | 20 | Jackie Oliver        | BRM            | 14   | Motore             | 7            |       |
| Ret | 21 | George Eaton         | BRM            | 10   | Motore             | 14           |       |
| Ret | 17 | John Surtees         | Surtees-Ford   | 6    | Motore             | 8            |       |

## Statistiche
Piloti
- 1° e unico titolo mondiale per Jochen Rindt
- 1° vittoria e 1° podio per Emerson Fittipaldi
- 1° e unico podio per Reine Wisell
- 1º Gran Premio per Reine Wisell
- 1° e unico Gran Premio per Gus Hutchison
- Ultimo Gran Premio per Peter Westbury

Costruttori
- 4º titolo mondiale per la Lotus
- 42ª vittoria per la Lotus
- Ultimo Gran Premio per la De Tomaso

Motori
- 34° vittoria per il motore Ford Cosworth

Giri al comando
- Jackie Stewart (1-82)
- Pedro Rodríguez (82-100)
- Emerson Fittipaldi (101-108)

## Classifiche

### Piloti
| Pos. | Pilota               | Punti |
| ---- | -------------------- | ----- |
| 1    | Jochen Rindt         | 45    |
| 2    | Jacky Ickx           | 31    |
| 3    | Clay Regazzoni       | 27    |
| 4    | Jackie Stewart       | 25    |
| 5    | Jack Brabham         | 25    |
| 6    | Denny Hulme          | 23    |
| 7    | Pedro Rodríguez      | 22    |
| 8    | Chris Amon           | 20    |
| 9    | Jean-Pierre Beltoise | 14    |
| 10   | Emerson Fittipaldi   | 12    |
| 11   | Rolf Stommelen       | 10    |
| 12   | Henri Pescarolo      | 8     |
| 13   | Graham Hill          | 7     |
| 14   | Bruce McLaren        | 6     |
| 15   | Mario Andretti       | 4     |
| 16   | Reine Wisell         | 4     |
| 17   | Ignazio Giunti       | 3     |
| 18   | John Surtees         | 3     |
| 19   | John Miles           | 2     |
| 20   | Johnny Servoz-Gavin  | 2     |
| 21   | Jackie Oliver        | 2     |
| 22   | Dan Gurney           | 1     |
| 23   | François Cevert      | 1     |
| 24   | Peter Gethin         | 1     |
| 25   | Derek Bell           | 1     |

### Costruttori
| Pos. | Team         | Punti |
| ---- | ------------ | ----- |
| 1    | Lotus-Ford   | 59    |
| 2    | Ferrari      | 46    |
| 3    | March-Ford   | 45    |
| 4    | Brabham-Ford | 35    |
| 5    | McLaren-Ford | 31    |
| 6    | BRM          | 22    |
| 7    | Matra        | 21    |
| 8    | Surtees-Ford | 3     |